# Krigsåret 1901

## Pågående krig
- Andra boerkriget (1899-1902)[1]
  - Storbritannien på ena sidan
  - Sydafrikanska republiken och Oranjefristaten på andra sidan

- Boxarupproret (1899-1901)[1]

- - Kina
  - Storbritannien, Frankrike, Tyskland, Ryssland, Japan, USA, Österrike-Ungern och Italien.

- Filippinsk-amerikanska kriget (1898-1913)
- Tusendagarskriget (inbördeskrig i Colombia) (1899-1902)[2]

## Händelser

### Januari
- Januari - Britterna börjar samla civila boer i så kallade koncentrationsläger i Sydafrika under andra boerkriget.

### Maj
- 20 - Byggandet av Bodens fästning i Sverige påbörjas
- 23 - Sveriges riksdag beslutar att ersätta indelningsverket med allmän värnplikt. Övningstiden blir 240 dagar för värnpliktiga, 300 för flottan och 365 för specialförband.

### September
- 17 - Boxarupproret tar formellt slut med Kinas undertecknande av fredsavtalet.

### Fotnoter
1. 1 2  ”World Statesmen”. http://www.worldstatesmen.org/WARS.html. Läst 28 juni 2011.
2. ↑  ”Chronological List of All Wars”. Arkiverad från originalet den 9 oktober 2014. https://web.archive.org/web/20141009082543/http://www.correlatesofwar.org/COW2%20Data/WarData_NEW/WarList_NEW.pdf. Läst 29 juni 2011.